# Бєляєва Катерина Костянтинівна
Бєляєва Катерина Костянтинівна (22 червня 2003) — російська стрибунка у воду.
Чемпіонка Європи з водних видів спорту 2019, 2020 років, призерка 2018 року.